# The Well
«La Fuente» —título original en inglés: «The Well» es el segundo episodio de la séptima temporada de la serie de televisión The Walking Dead. Se estrenó el 30 de octubre de 2016 en Estados Unidos y Latinoamérica por las cadenas AMC y FOX . El 31 de octubre se estrenó en España también mediante Fox. Fue dirigido por el productor ejecutivo Greg Nicotero mientras que Matthew Negrete se encargó del guion.
El episodio se centra en Carol (Melissa McBride) y Morgan (Lennie James) encontrando refugio y siendo presentado a un nuevo comunidad bien establecida llamada "El Reino". También marca el debut del Rey Ezekiel (Khary Payton) y su mascota tigresa, Shiva, personajes basados del cómic, también marca el debut de su leal mayordomo Jerry (Cooper Andrews).

## Trama
Morgan (Lennie James) rescata a Carol (Melissa McBride) de un un salvador que intento asesinarla, aunque ha recibido muchos disparos y cae dentro y fuera de la conciencia. Morgan la lleva a una comunidad llamada "El Reino", otra comunidad de sobrevivientes, aunque en el camino, ella experimenta alucinaciones de una caminante que está dentro de una casa abandonada fuera de la comunidad.
Unos días después, Carol está completamente consciente, aunque todavía débil, y Morgan la toma para encontrarse con el Rey Ezekiel (Khary Payton), el líder del Reino y su mascota una tigresa llamada Shiva. Carol está desconcertada por la actitud exagerada de Ezekiel, pero finge la aprobación de su hospitalidad y rechaza cortésmente su oferta de fruta, afirmando que las granadas no valen la pena. Más tarde, Carol confía en Morgan que desea irse en la primera oportunidad.
Mientras que Carol se recupera, Ezekiel invita a Morgan en una misión secreta con un pequeño grupo para recoger ocho cerdos salvajes, dejar que se alimenten de caminantes y sacrificarlos como su ofrenda actual a Los Salvadores. En la reunión concertada, hay abierta hostilidad entre los Salvadores y el Reino en donde Richard es brutalmente golpeado por Jared (Joshua Mikel) un salvador de carácter hostil y burlonesco, pero los Salvadores aceptan a los cerdos y su líder teniente Gavin (Jayson Warner Smith) ordena una demanda de productos para su próxima ofrenda y si no cumplen con la ofrenda amenaza con matar a uno de los hombres del Reino. Ezekiel, impresionado con el desempeño de Morgan en esta misión, le pide que entrene a uno de sus hombres, Benjamin (Logan Miller), en habilidades de combate personal. Mientras entrena, Benjamin revela que Ezekiel sigue cumpliendo con las ofrendas de Los Salvadores ya que no cree que el Reino pueda vencerlos.
Algún tiempo después, Carol intenta recolectar algunas provisiones de las tiendas del Reino antes de irse, pero Ezekiel la atrapa. Él le dice que sabía que ella estaba fingiendo su aprobación, pero siente curiosidad por sus fuertes habilidades de supervivencia. Carol explica algo de su pasado, llevando a Ezekiel a revelar que su propio "Rey" es un acto; él era un antiguo cuidador de zoológico y actor aficionado, pero tomó la personalidad del Rey para darle a su gente a alguien que seguir y saber que hay algo bueno en el mundo. Carol todavía desea irse y Ezekiel sugiere que pueda quedarse cerca de la casa abandonada, para poder "ir y no ir". Morgan la acompaña a la casa, y ella lo limpia del andador que había visto antes. Más tarde, recibe una visita de Ezekiel y Shiva; él le ofrece una granada.

## Producción
A partir de este episodio, los nombres de Michael Cudlitz (Abraham Ford) y de Steven Yeun (Glenn Rhee) ya no aparecen en los créditos de apertura. Los actores Andrew Lincoln (Rick Grimes), Norman Reedus (Daryl Dixon), Lauren Cohan (Maggie Greene), Chandler Riggs (Carl Grimes), Danai Gurira (Michonne), Sonequa Martin-Green (Sasha Williams), Alanna Masterson (Tara Chambler), Josh McDermitt (Eugene Porter), Christian Serratos (Rosita Espinosa), Jeffrey Dean Morgan (Negan), Seth Gilliam (Padre Gabriel Stokes), Ross Marquand (Aaron), Austin Nichols (Spencer Monroe), Tom Payne (Paul "Jesús" Rovia), Austin Amelio (Dwight) y Xander Berkeley (Gregory) no aparecen en este episodio pero igual son acreditados. Masterson, McDermitt y Serratos son ascendidos al elenco principal a partir de este capítulo y son añadidos a los créditos de apertura.

## Recepción
"The Well" recibió aclamaciones críticas y es el episodio mejor revisado de la temporada. En Rotten Tomatoes, tiene un 97% con una calificación promedio de 7.85 de 10, basado en 37 revisiones. El consenso del sitio dice: "The Well" trae un aplazamiento de bienvenida de la brutalidad del estreno de la temporada, presentando un nuevo personaje colorido y centrándose en dos de los personajes regulares más fascinantes de The Walking Dead.

## Audiencia
El episodio recibió una calificación de 6.1 en la clave demográfica 18-49 con 12.46 millones de espectadores.